# レイクビュー (オレゴン州)
レイクビュー(Lakeview)はオレゴン州レイク郡にある町であり、同郡の郡庁所在地。2010年国勢調査によると、人口は2,294人。標高は1,463mで、オレゴン州で最も標高の高い町として知られている。主要産業は農業、製材業、観光業。

## 歴史
レイクビュー北方の墳丘から人工物が発見されており、ネイティブ・アメリカンがこの土地を14,000年前から利用していたことがわかっている。

### 19世紀
欧米の開拓者達がグース峡谷からこの地を初めて訪れた際にはショショーニ族が生活していた。
1827年、ピーター・オグデンがハドソン湾会社の猟師達を引き連れてやはりグース峡谷から訪れた。また、1832年にも毛皮商人のジョン・ワークと共にこの地にやってきた。ワークは手記にグース湖の北にある温泉について記載している。この温泉は、レイクビュー市街地からおよそ2マイル（3.2km）北方に位置する。
1867年、1868年にはジョージ・クルック将軍がアメリカ陸軍の部隊を引き連れ、ワスコ郡とウォーム・スプリングスのインディアンと共にオレゴン東部、カリフォルニア北部を支配する北パイユート族の排除に成功した。この紛争はスネーク戦争と呼ばれており、この際クルック将軍はレイクビューの北東にあるキャンプ・ウォーナーを拠点とした。このキャンプはその後1874年に放棄されている。
1869年、M・W・ブラードが現在のレイクビューのある土地に定住した。その後、ウィリアム・エリーフォードが1872年にグース峡谷に家畜を持ち込み、1873年にはレイクビュー南方にあるテンブック・ランチにこの地域最初の郵便局が設置された。
1874年、レイク郡がワスコ郡、ジャクソン郡から分離して成立。臨時郡庁がリンクビル（現：クラマスフォールズ）に置かれた。そして1876年6月、郡庁所在地選定のための議決が実施された。議決前、郡庁候補地としてW・M・ブラードがブラード川流域8.1ヘクタールの土地（現在のレイクビュー）の寄付を提案しており、議決では「ブラードクリーク」120票に対してリンクビルは88票しか獲得できなかった。しかし、過半数384票にはどちらも及ばなかった。実際にはブラードクリークはさらに多くの票を獲得していたが、投票者の多くが名前を書き間違えたために得票数が過小に計算されてしまった。結果として同年11月に再議決が行われ、レイクビューが過半数を獲得、郡庁所在地として決定された。そして、約束通りブラードから8.1ヘクタールの土地が提供された。ブラードはさらに120ヘクタールの土地をジョン・A・ムーンに売り渡し、この土地が現在のレイクビューとなった。そして1876年12月8日、レイクビュー郵便局が正式に開設された。
1900年5月22日、レイクビュー大火が発生し、64棟が全焼。ダウンタウンで全焼を免れたのはたった2棟だったが、地元新聞の職員は新聞発行のための機材を持ち出すことに成功。翌日には号外を発行した。地元名士であるバーナード・ダーリーが復興の指揮と必要経費の供出を担い、町は10月までに急速に復興した。

### 20世記
1906年には連邦政府がグース湖保全地域を設定。その後、1843年にこの地を探検したジョン・C・フレモントに因んで、フレモント国立保全地域と改名した。そして1908年、フレモント国有林が成立し、レイクビューに管理棟が設置された。

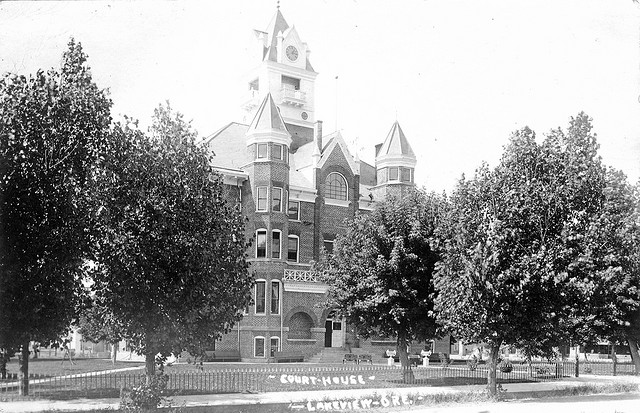
1909年建設の第2代庁舎

1909年、オレゴン峡谷土地会社がオレゴン中央軍用道の建設に際して取得した土地が競売にかけられた。この競売にはレイクビューの土地の一部も含まれていた。この競売の噂は全米に広がり、数千人の群衆がレイクビューを訪れた。合計14万ヘクタールの土地が1万4千の区画に分けられて買い取られた。しかし、実際にはほとんどの人々がその土地に移り住むことはなかった。レイク郡はこの競売で得た収益を利用して新郡庁舎を建設した。この新庁舎はレンガ造りで、1876年築の木造庁舎を置き換えた。
1911年にはネバダ州リノとレイクビューを結ぶ鉄道が完成した。ネバダ・カリフォルニア・オレゴン鉄道が1927年までこの路線を運営し、その後サザン・パシフィック鉄道に経営権が移った。また、この際に狭軌から標準軌へと軌間が変更された。この路線により、複数の製材所がレイクビューに立地するようになった。

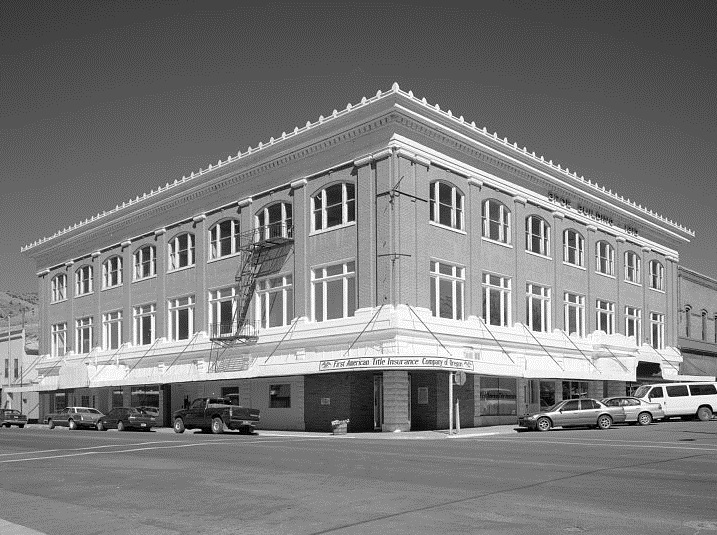
ヘリーフォードブラザーズビル 1913年建設

1913年、ウィリアム・P・ヘリーフォードが郡庁の正面に3階建のビルを建設した。このヘリーフォード・ブラザーズビルは建設費約10万米ドルをかけて建設され、当時のレイクビューで最大の建築物であった。当時の最新設備である自家発電機、エレベーター、電気照明、電話などが設置されていた。
レイクビューではフレモント国有林の豊富な木材資源を背景に製材業が発展した。1940年には7つの製材所がレイクビューには存在し、全ての製材所が最新式の乾燥炉を導入して1年中稼働していた。しかし、第二次世界大戦中に製材業は一時衰退、1946年までに4つの製材所が閉鎖され、木材生産量も3,900万ボードフィートまで減少した。しかし、その後製材業は復興を遂げ、1952年には生産量が8,120万ボードフィートまで回復した。1950年代はレイクビューにおける製材業の最盛期であり、当時レイクビューで働く人の半分以上が製材所で勤務し、町の総生産高の半分以上を製材所が生み出していた。

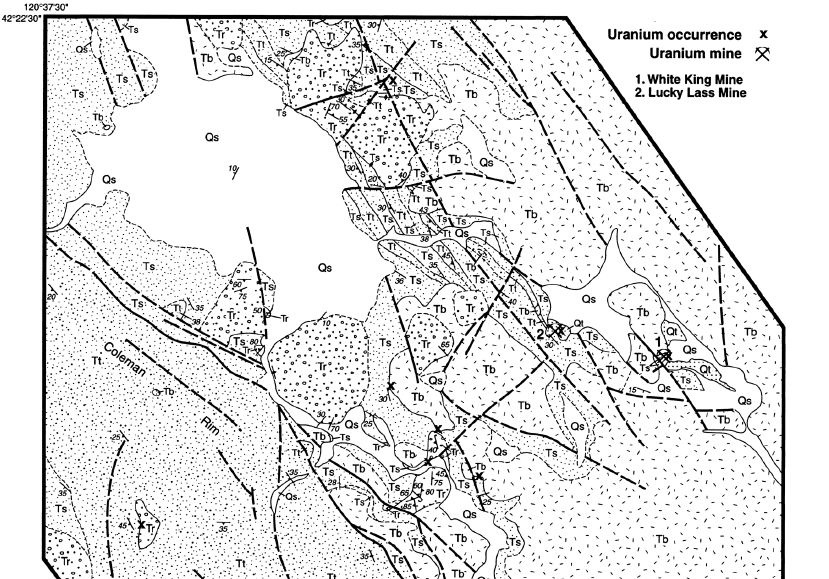
レイクビュー周辺の地質図Tbは中新世の玄武岩、Qtは選鉱クズ。閃ウラン鉱とコフィン石の岩塊は深成岩のドームと一緒になった流紋岩の中で形成される。

1950年代中期、レイクビュー北方の山地にウラン採掘の請求がなされ、ホワイトキング鉱山、ラッキーラス鉱山が稼働し始めた。さらに、1958年には日産210トンの能力があるウラン精製プラントがレイクビュー郊外に開設した。この工場では50人が雇用され、さらに120人が2つの鉱山で雇用された。しかし、精製プラントは1961年に閉鎖された。
1985年には、サザンパシフィック鉄道がレイクビュー支線の廃止を計画していることを発表。そして、翌年1月にレイク郡がコロラド・グレートウエスタン鉄道に運営権を委任した。しかし、1996年からはレイク郡が運営権を取得、レイク郡鉄道に改名して運営を続けた。さらに、2007年からはモドックノーザン鉄道が郡から鉄道を借り受け、2009年にレイク鉄道と改名してフロンティア・レイルが運営を開始した。

## 地理
レイクビューはワーナー山地の麓にあるグース峡谷に位置し、オレゴン州南東部にある砂漠高地のへりにある。標高は1,500mで、オレゴン州内で最も標高の高い町の一つである。
アメリカ合衆国国勢調査局によると、総面積は6.06km²、陸面積は6.03km²で水面積は0.03km²である。

### 気候
レイクビューはカスケード山脈の風下に位置するため、ケッペンの気候区分における典型的な湿潤大陸性気候の特徴を示している。夏は昼間はオレゴン西部よりも暑くなるが、夜になると非常に冷え込み、7月でもごく稀に霜が降りる場合がある。また、降水量も少ない。冬場は標高の割には暖かいが降雪量は多く、時たま豪雪となることもある。最低気温が摂氏0度を下回る日は181日あるが、華氏0度（摂氏-17.8度）を下回る日は5日しかない。最低気温記録は2013年12月8日の摂氏-32.8度、最高気温記録は1905年8月7日の摂氏42.2度である。1971年から2000年までの平均降水量は393.4mmである。
| オレゴン州レイクビュー（1971年-2000年）の気候 | オレゴン州レイクビュー（1971年-2000年）の気候 | オレゴン州レイクビュー（1971年-2000年）の気候 | オレゴン州レイクビュー（1971年-2000年）の気候 | オレゴン州レイクビュー（1971年-2000年）の気候 | オレゴン州レイクビュー（1971年-2000年）の気候 | オレゴン州レイクビュー（1971年-2000年）の気候 | オレゴン州レイクビュー（1971年-2000年）の気候 | オレゴン州レイクビュー（1971年-2000年）の気候 | オレゴン州レイクビュー（1971年-2000年）の気候 | オレゴン州レイクビュー（1971年-2000年）の気候 | オレゴン州レイクビュー（1971年-2000年）の気候 | オレゴン州レイクビュー（1971年-2000年）の気候 | オレゴン州レイクビュー（1971年-2000年）の気候 |
| 月                                            | 1月                                           | 2月                                           | 3月                                           | 4月                                           | 5月                                           | 6月                                           | 7月                                           | 8月                                           | 9月                                           | 10月                                          | 11月                                          | 12月                                          | 年                                            |
| --------------------------------------------- | --------------------------------------------- | --------------------------------------------- | --------------------------------------------- | --------------------------------------------- | --------------------------------------------- | --------------------------------------------- | --------------------------------------------- | --------------------------------------------- | --------------------------------------------- | --------------------------------------------- | --------------------------------------------- | --------------------------------------------- | --------------------------------------------- |
| 最高気温記録 °F （°C）                        | 66 (19)                                       | 69 (21)                                       | 79 (26)                                       | 87 (31)                                       | 96 (36)                                       | 101 (38)                                      | 106 (41)                                      | 108 (42)                                      | 99 (37)                                       | 89 (32)                                       | 79 (26)                                       | 67 (19)                                       | 108 (42)                                      |
| 平均最高気温 °F （°C）                        | 37.8 (3.2)                                    | 42.0 (5.6)                                    | 47.9 (8.8)                                    | 55.8 (13.2)                                   | 64.6 (18.1)                                   | 74.0 (23.3)                                   | 83.8 (28.8)                                   | 83.1 (28.4)                                   | 75.1 (23.9)                                   | 62.7 (17.1)                                   | 46.0 (7.8)                                    | 38.6 (3.7)                                    | 59.3 (15.2)                                   |
| 平均最低気温 °F （°C）                        | 20.6 (−6.3)                                   | 24.0 (−4.4)                                   | 27.8 (−2.3)                                   | 31.6 (−0.2)                                   | 37.6 (3.1)                                    | 44.1 (6.7)                                    | 50.3 (10.2)                                   | 48.4 (9.1)                                    | 41.8 (5.4)                                    | 33.1 (0.6)                                    | 26.0 (−3.3)                                   | 20.6 (−6.3)                                   | 33.8 (1)                                      |
| 最低気温記録 °F （°C）                        | −24 (−31)                                     | −22 (−30)                                     | −4 (−20)                                      | 2 (−17)                                       | 17 (−8)                                       | 20 (−7)                                       | 30 (−1)                                       | 26 (−3)                                       | 12 (−11)                                      | 0 (−18)                                       | −7 (−22)                                      | −27 (−33)                                     | −27 (−33)                                     |
| 降水量 inch （mm）                            | 1.90 (48.3)                                   | 1.69 (42.9)                                   | 1.70 (43.2)                                   | 1.30 (33)                                     | 1.46 (37.1)                                   | 0.99 (25.1)                                   | 0.48 (12.2)                                   | 0.42 (10.7)                                   | 0.77 (19.6)                                   | 1.02 (25.9)                                   | 1.86 (47.2)                                   | 1.90 (48.3)                                   | 15.49 (393.5)                                 |
| 降雪量 inch （cm）                            | 10.2 (25.9)                                   | 10.8 (27.4)                                   | 6.4 (16.3)                                    | 4.0 (10.2)                                    | 1.8 (4.6)                                     | 0.1 (0.3)                                     | 0.0 (0)                                       | 0.0 (0)                                       | 0.2 (0.5)                                     | 1.4 (3.6)                                     | 7.0 (17.8)                                    | 10.1 (25.7)                                   | 52 (132.3)                                    |
| 平均降水日数 （≥0.01 inch）                   | 11.6                                          | 10.7                                          | 11.7                                          | 9.5                                           | 8.3                                           | 5.8                                           | 3.1                                           | 2.6                                           | 4.0                                           | 6.0                                           | 10.4                                          | 11.1                                          | 94.8                                          |
| 平均降雪日数 （≥0.1 inch）                    | 5.1                                           | 4.9                                           | 3.1                                           | 2.0                                           | 0.9                                           | 0.1                                           | 0.0                                           | 0.0                                           | 0.1                                           | 0.6                                           | 3.3                                           | 5.1                                           | 25.2                                          |
| 出典：アメリカ海洋大気庁                      |                                               |                                               |                                               |                                               |                                               |                                               |                                               |                                               |                                               |                                               |                                               |                                               |                                               |

## 人口動静
以下は2010年国勢調査に基づく。
| 基礎データ - 人口：2,294人 - 世帯数：1,034世帯 - 家族数：632家族 - 人口密度：380.1人/km² - 住居数：1,212軒 - 住居密度：200.9軒/km² 人種別人口構成 - 白人：91.3% - ネイティブ・アメリカン：1.6% - アジア人：0.8% - 太平洋諸島系：0.1% - その他：2.9% - 混血：3.4% - ヒスパニック・ラテン系：7.8% 世帯と家族 - 18歳未満の子供がいる: 27.5% - 結婚・同居している世帯: 47.7% - 未婚・離婚女性が世帯主である世帯:9.4% - 未婚・離婚男性が世帯主である世帯:4.1% - 非家族世帯: 38.9% - 単身世帯: 35.4% - 65歳以上の老人1人暮らし: 15.6% - 平均構成人数 - 世帯: 2.18人 - 家族: 2.78人 | 年齢別人口構成 - 18歳未満：21.8% - 18歳-24歳：6.6% - 25歳-44歳：23.0% - 45歳-64歳：28.3% - 65歳以上：20.2% - 年齢の中央値：43.9歳 - 男女比 - 男性：49.3% - 女性：50.7% 収入と家計（2000年国勢調査） - 収入の中央値 - 世帯: 30,960米ドル - 家族: 38,953米ドル - 性別 - 男性: 31,958米ドル - 女性: 22,198米ドル - 人口1人あたり収入: 15,649米ドル - 貧困線以下 - 対人口: 15.3% - 対家族数: 14.3% - 18歳未満: 20.1% - 65歳以上: 13.3% |

## 経済
レイクビューの雇用は伝統的に農業、製材業、政府組織によって担保されてきた。また、牧畜と干し草の生産も重要な産業である。フレモント＝ウィネマ国有林群からの豊富な木材資源により、材木と木製品が生産されている。農業と製材業は季節によって雇用が左右されるため、土地管理局や他の機関が雇用の安定化に貢献している。レイクビュー周辺では多様なレクリエーションが楽しめるため、観光業も重要産業の一つである。

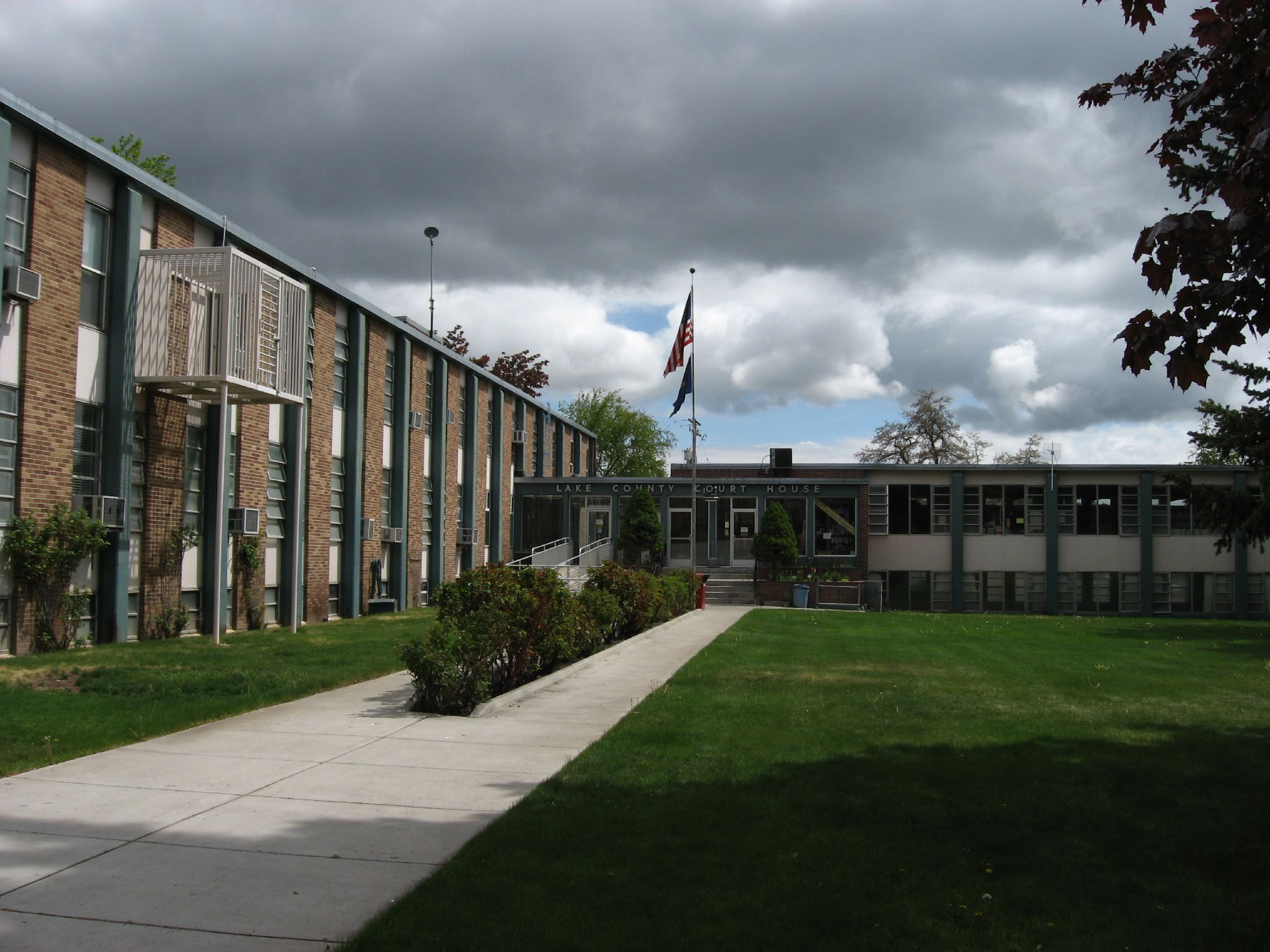
レイクビューにあるレイク郡庁2008年撮影

また、レイク郡の郡庁所在地であるため、数多くの人々が連邦政府機関や州政府機関に勤めている。また、政府機関に加えて、学校、病院、製材所、パーライト鉱山、そして多様な農業系企業が町の雇用を支えている。2012年に国勢調査局によって実施されたコミュニティ・サーベイによると、レイクビューにおける業種別雇用割合は医療18%、公共サービス17%、農業・林業10%、製造業9%、小売業7%、運輸業6%という結果になった。
フレモント国有林が2002年にウィネマ国有林と合併た際、レイクビューにフレモント＝ウィネマ国有林群全体とレイクビュー森林管理区の管理事務所が設置された。さらに、省庁横断消防局のレイクビュー消防署も設置されている。この消防署は森林局、土地管理局、魚類野生生物局、国立公園局、オレゴン州森林局が合同で設置する消防署であり、山火事の監視などを行っている。
また、2005年にはワーナークリーク刑務所が近隣に設置された。オレゴン州の受刑者増対策として新設されたこの刑務所は地元レイク郡の反対を押し切る形で設置された。この刑務所は拘束の非常に緩い形式の刑務所であり、町の北西6kmの位置で受刑者400名が服役、職員100名が勤務している。
また、観光業も非常に重要な産業である。レイクビューの標高は1,500mで「オレゴン州で最も標高の高い町」として知られている。また、オレゴン高地に位置するため、魚釣り、野鳥観察、キャンプ、ハンググライダー、パラグライダー、ハイキングなどの多様なレクリエーションを楽しむことができ、数多くの旅行客やアウトドア愛好家がこの地を訪れる。
1999年からレイク郡とレイクビュー市は再生可能エネルギー関連企業の誘致のため税政優遇を実施しており、実際に複数の開発計画が実行されている。例えば、アイバードローラ・リニューアブルズ社はレイクビューで発生する製材クズと切り枝を電力に変換する26.8メガワット規模のバイオマス発電所を設置した。

## レクリエーション・その他の名所

### レクリエーション
夏の間、フレモント・ウィネマ国有林群では数多くのレジャーを楽しむことができる。また、マウンテンバイクロードが22箇所設置されており、ハイキングロードとしても利用されている。同国有林群内には数多くの渓流・湖が存在し、魚釣りを楽しむことができる。また、レイクビュー周辺にはキャンプ場も設置されている。
冬季にはワーナーキャニオンスキー場でスキーを楽しむことができる。このスキー場はフレモント・ウィネマ国有林群内の、レイクビューからオレゴン州道140号線沿いに北東へ16km進んだ位置にある。また、スノーモービルも人気である。
レイクビューは北米におけるハンググライダー・パラグライダーの名所として知られており、1991年には「西部ハンググライダー拠点」として認定された。また、全米選手権も数多く開催されており、ハンググライダーは過去4回、パラグライダーは過去2回開催された。また、過去20年に渡りレイク郡商工会議所と地元企業主催の航空祭を7月の第4週末に開催している。この航空祭にはハンググライダー・パラグライダーを楽しむために全米から愛好家が集まる。

### その他の名所
- レイク郡博物館[57][58]
- シュミンク歴史博物館[57][58]
- MC・チャック・ワゴン西部様式住宅[59][60]

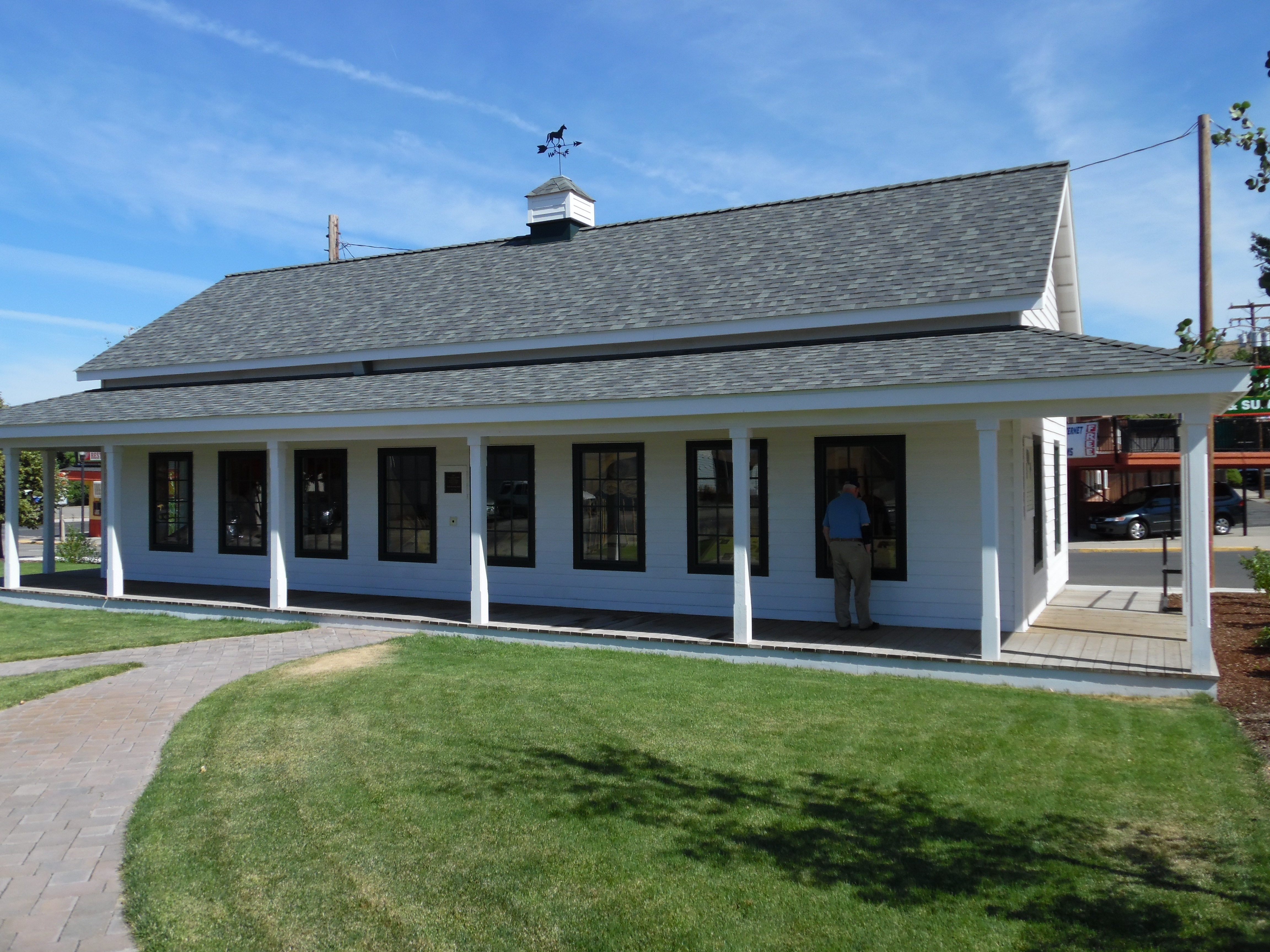
MC・チャック・ワゴン西部様式住宅

- ネバダ・カリフォルニア・オレゴン鉄道旅客駅[61]（国家歴史登録財）
- ヘリーフォードブラザーズビル[61]（国家歴史登録財）
- ポスト&キングサルーン[61]（国家歴史登録財）
- ベイリー&マッシンギル商店[61]（国家歴史登録財）
- レイク郡の円形屋根納屋[61]（国家歴史登録財）
- ブラック・キャップ展望台・ハンググライダー離陸地点[57][58]
- グレートハート山地保全区域[62]
- アバート・リム[58][63]（全米最大級の断層崖）

## 教育

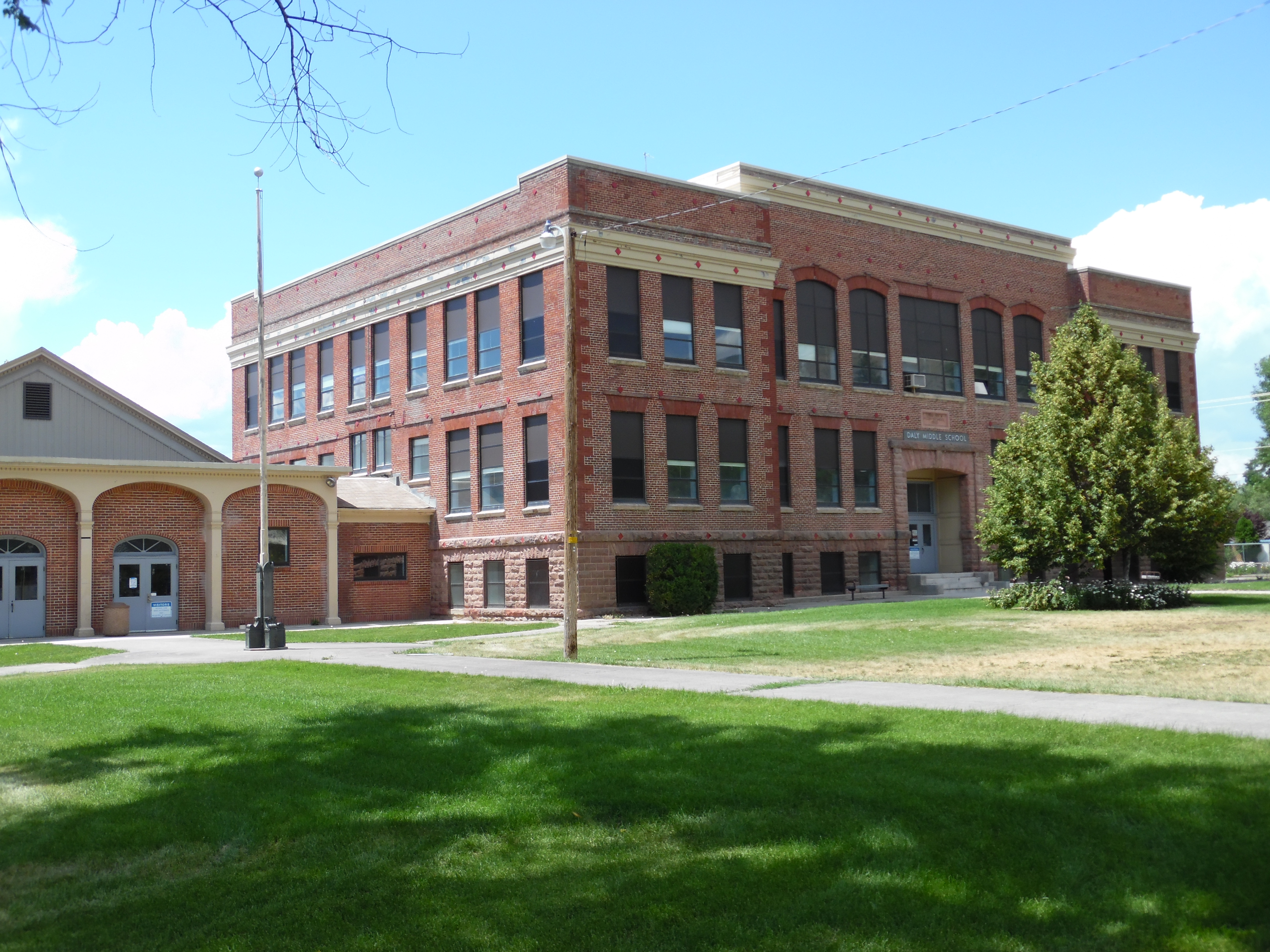
デーリー中学校

公教育はレイクビュー校区が管轄しており、町唯一の高校であるレイクビュー高校が立地する。その他、2012年に移転したデーリー中学校、フレモント小学校、A・D・ヘイ小学校が設置されている。また、旧デーリー中学校校舎は2013年からクラマス・コミュニティ・カレッジの研究開発・学習センターとして利用されている。これにより、レイクビューの学生は160km離れたクラマスフォールズまで行かなくても学習することができるようになった。
また、レイク郡には1922年に創設されたバーナード・デーリー教育基金が存在し、レイク郡住民で高校やコミュニティ・カレッジ、大学へ進学する学生に対して奨学金を提供している。これにより、過去1,600名の学生が奨学金を受け取った。

## 交通
レイクビューにはアメリカ国道395号線、オレゴン州道140号線が通っている。最も近い都市はクラマスフォールズで西方154km、ベンドは北西282kmで、カリフォルニア州アルトゥラスは南方87kmの位置にある。
レイク鉄道（旧レイク郡鉄道）はレイクビューからアルトゥラスまで伸びる支線である。貨物のみで旅客は取り扱っていない。レイク郡が所有し、フロンティア・レイルが運営を担っている。レイクビュー近辺に旅客駅は存在せず、最短でも154km離れたクラマスフォールズまで行く必要がある。
レイク郡営空港は市街地の南西5kmの位置にある。レイク郡が所有する公立空港であり、1,000エーカーの土地に1,621mのアスファルト滑走路を一つ備えている。

## ギャラリー

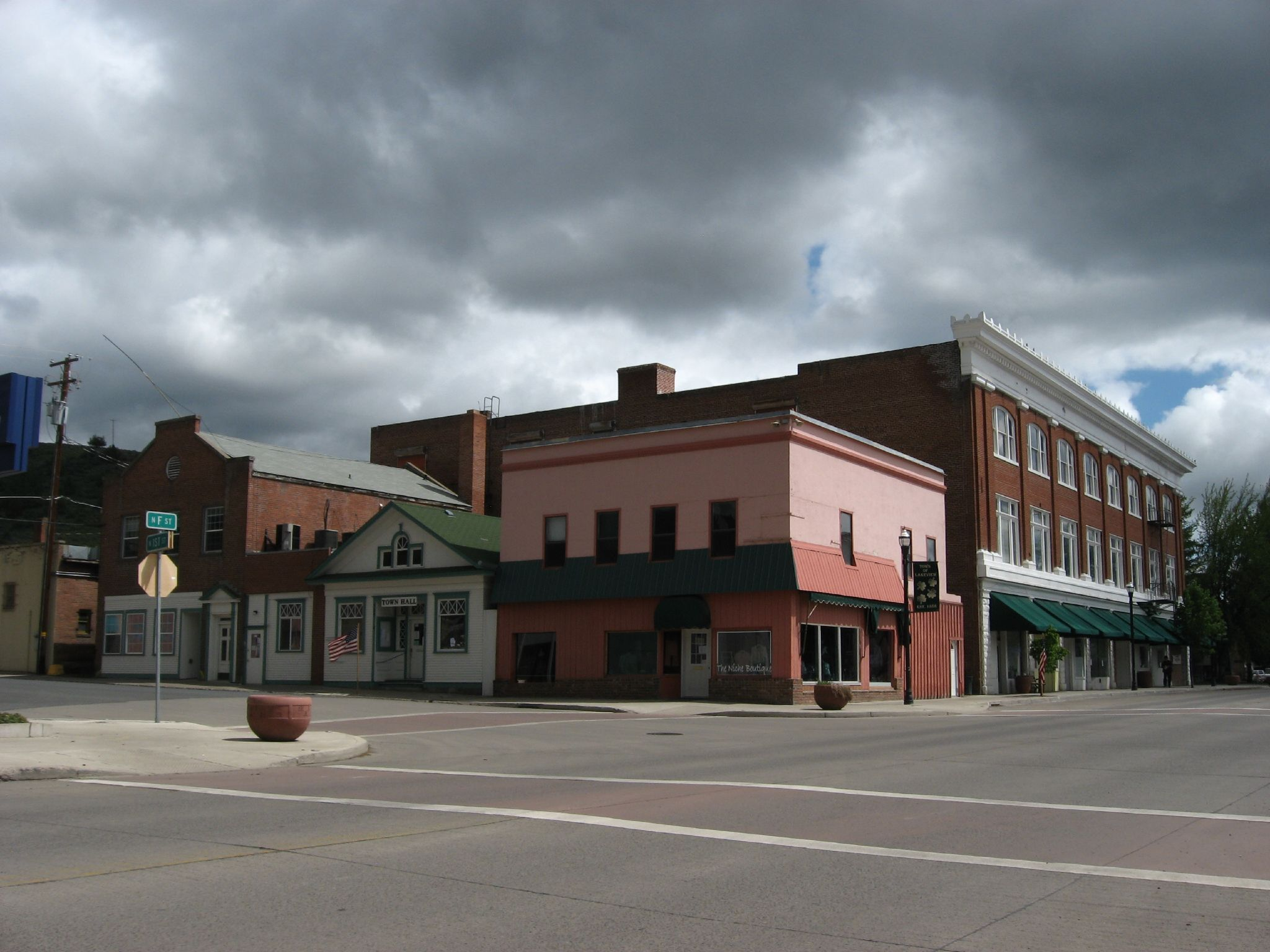
レイクビューのダウンタウン
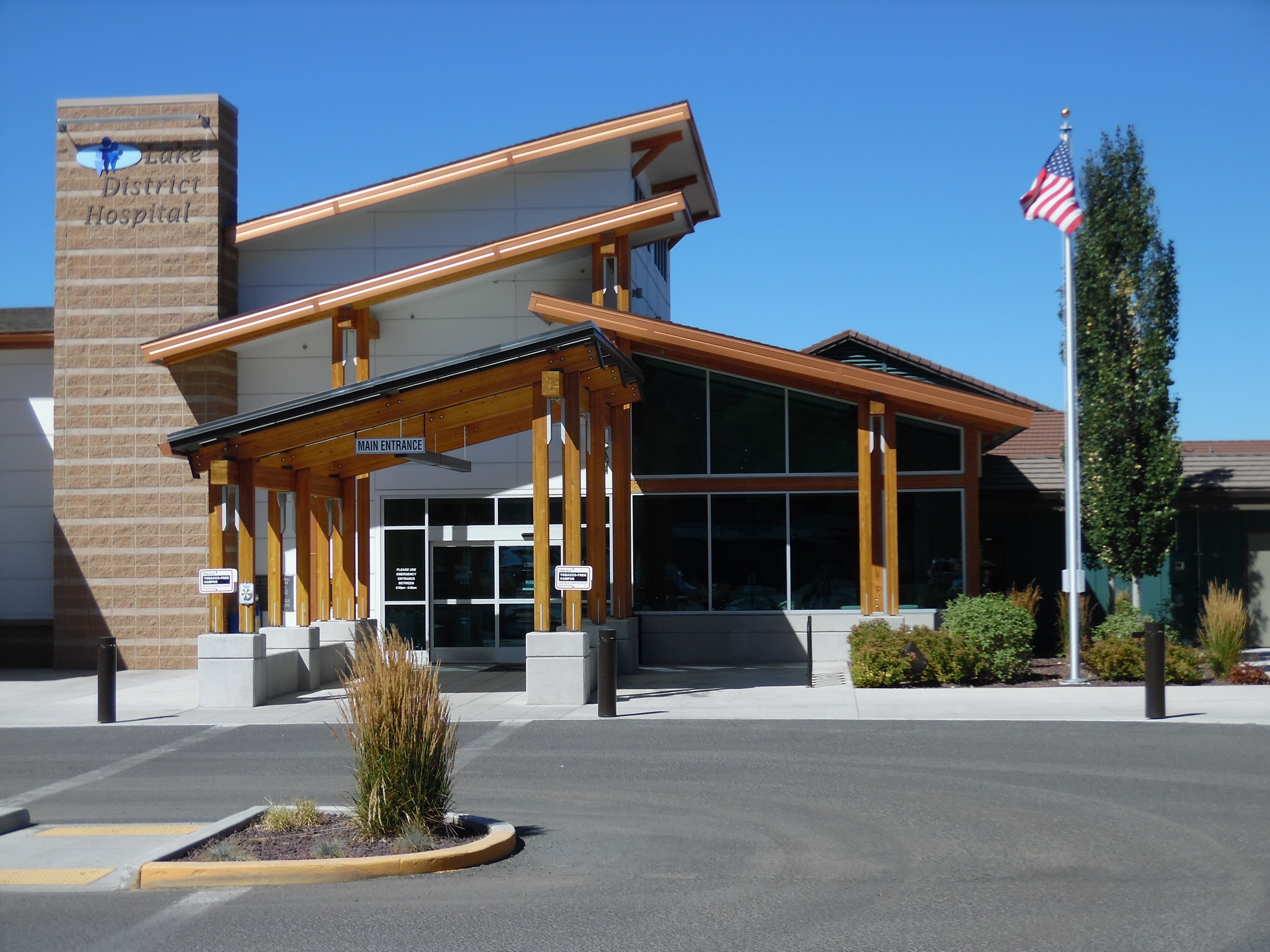
レイク郡病院
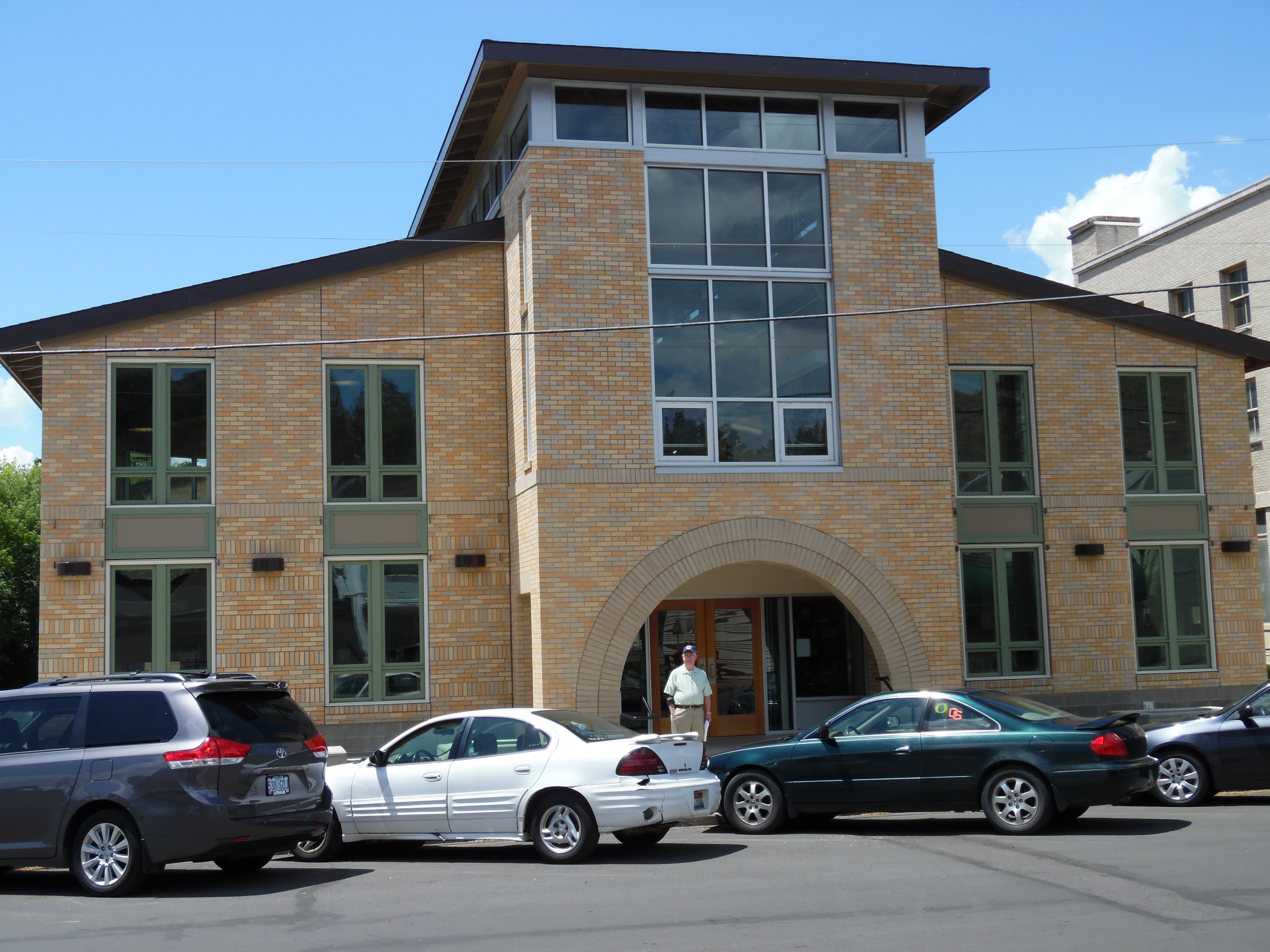
レイク郡中央図書館
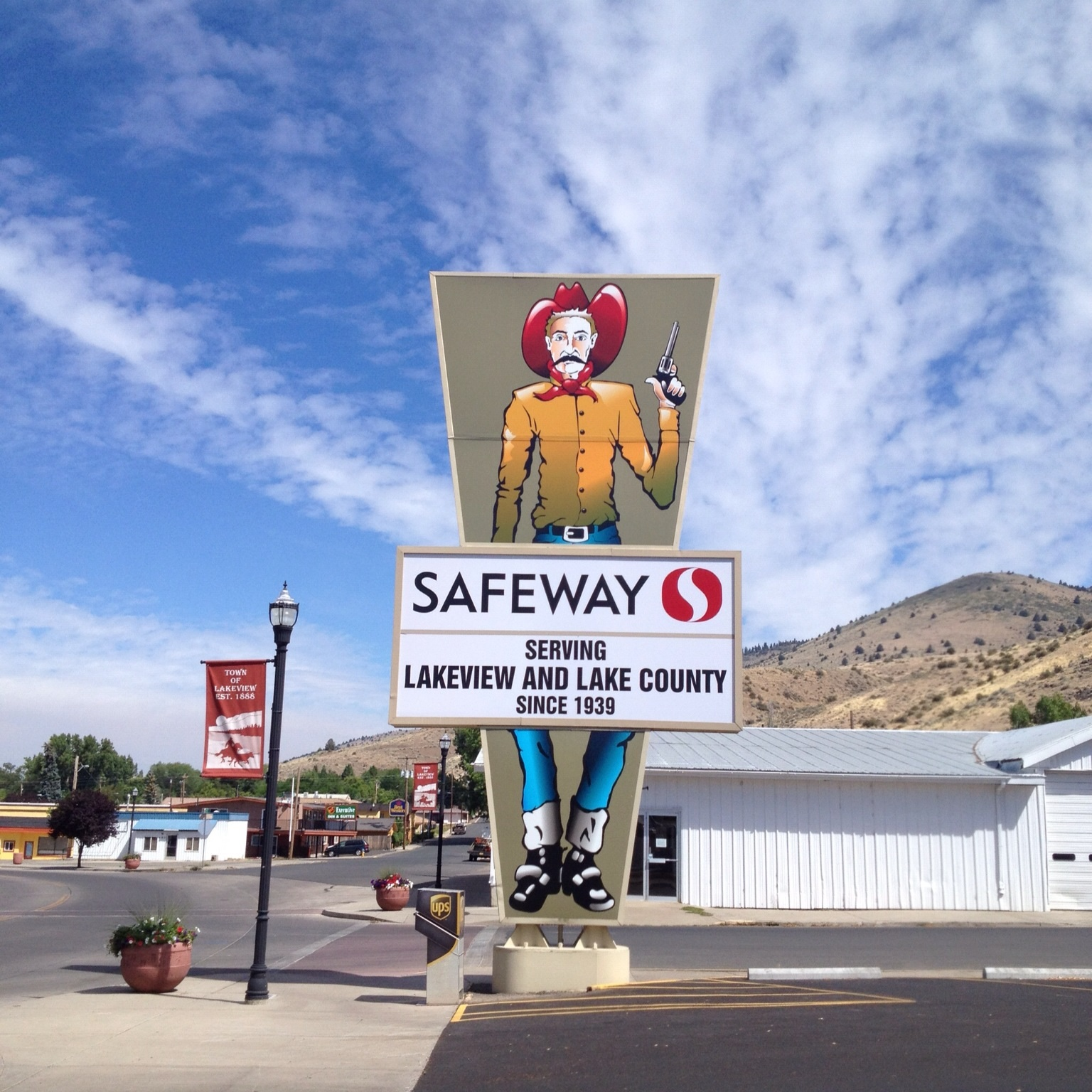
セーフウェイ社の看板
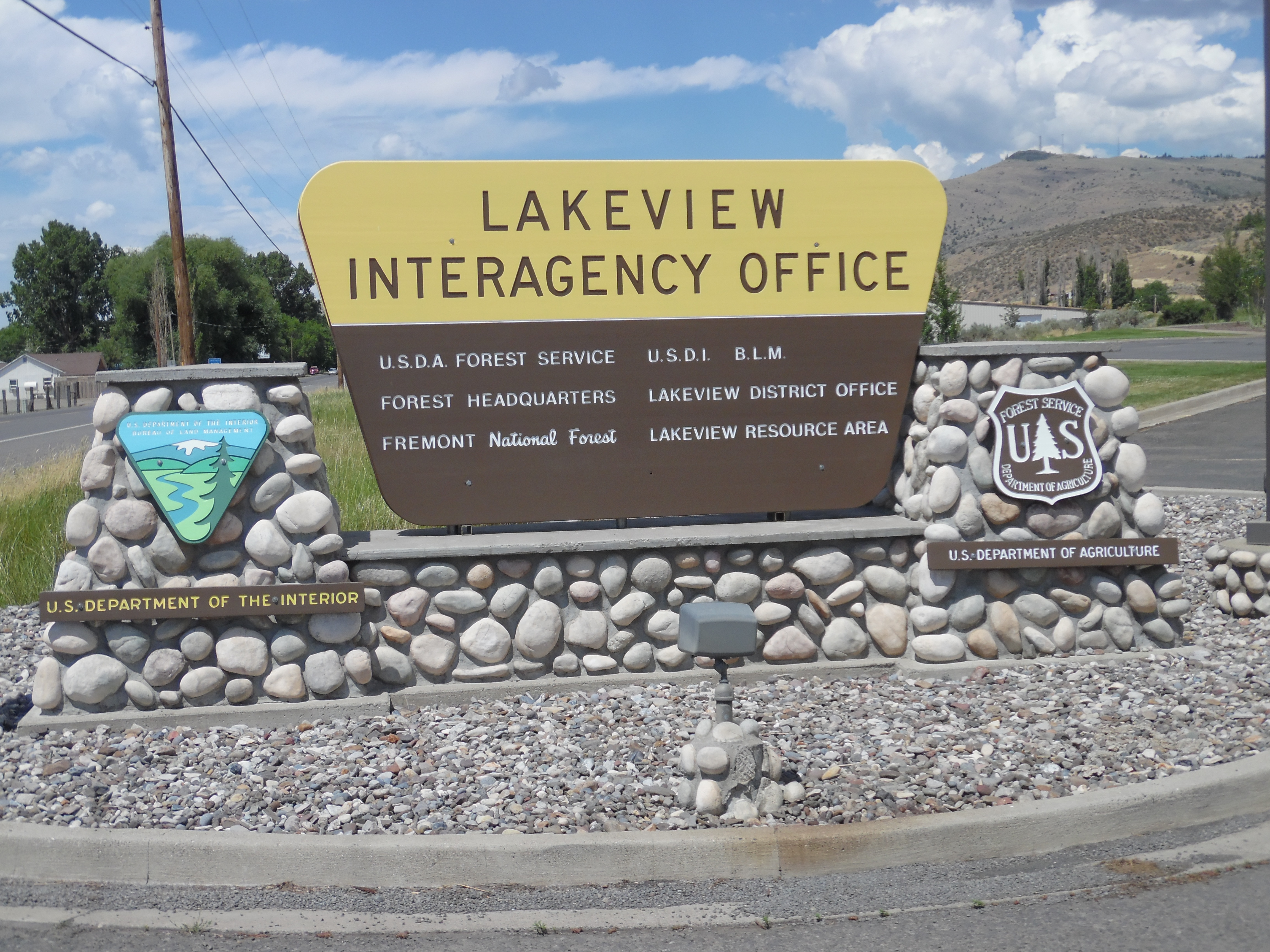
連邦複合庁舎
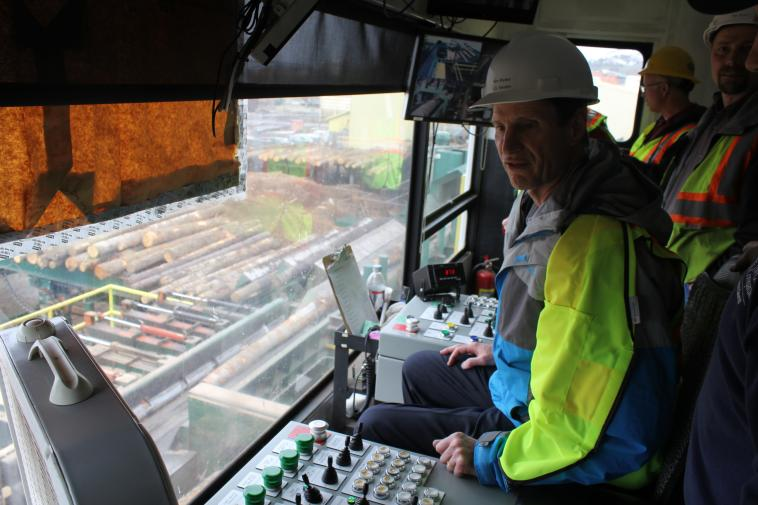
製材所の作業風景
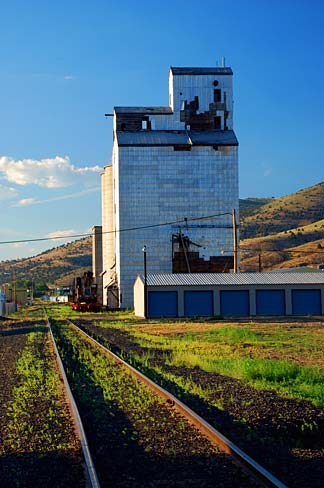
穀物エレベーター